# Houleron
Houleron is een gehucht in de Franse gemeente Aire-sur-la-Lys (Aire-sur-la-Lys) in het departement Pas-de-Calais. Het ligt in het uiterste oosten van de gemeente, ruim vijf kilometer ten oosten van het stadscentrum van Aire-sur-la-Lys, tegen de grens met buurgemeente Saint-Venant. Ten noorden van Houleron lopen de gekanaliseerde Leie en de oude Leie. Het riviertje de Lacque stroomt langs Houleron en mondt er uit in de Leie.

## Geschiedenis
De plaats werd in 1722 vermeld als Hourlon. Op de 18de-eeuwse Cassinikaart is het gehucht aangeduid als Houleron. Houleron was tijdens het ancien régime afhankelijk van de parochie van de Église Saint-Pierre in Aire-sur-la-Lys.
In de 19de eeuw werd net ten westen van het gehucht de spoorlijn tussen Arras en Duinkerke aangelegd.
Aire-sur-la-Lys · Garlinghem · Glomenghem · Grand Neufpré · Houleron · La Jumelle · La Lacque · Lenglet · Mississippi · Moulin le Comte · Pecqueur · Petit Neufpré · Rincq · Saint-Martin · Saint-Quentin · Widdebrouck

Lijst van Franse gemeenten · Arrondissement Sint-Omaars · Pas-de-Calais · Hauts-de-France